# Demetria Washington
Demetria Washington, född den 31 december 1979, är en amerikansk friidrottare som tävlar i kortdistanslöpning.
Washington har deltagit i två världsmästerskap. Vid VM 2001 i Edmonton blev hon fyra i sin semifinal på 400 meter vilket inte räckte till en plats i finalen. Samma sak hände vid VM 2003 då hon också blev fyra. Vid det mästerskapet ingick hon, tillsammans med  Jearl Miles-Clark, Me'Lisa Barber och Sanya Richards i det amerikanska stafettlag på 4 x 400 meter som blev guldmedaljörer. 

## Personliga rekord
- 200 meter - 22,89
- 400 meter - 51,05